# 돈 후안 (슈트라우스)
《돈 후안 작품번호 20》(Don Juan)은 리하르트 슈트라우스가 작곡한 1888년에 작곡한 교향시이다.
슈트라우스는 리스트가 창안한 교향시를 계속해서 작곡하였는데, 그 첫 작품이 교향시 《돈 후안》이다. 이것은 독일시인 니코라우스 레나우의 같은 이름의 시를 표제로 하고, 이상적인 여성을 항상 그리워해 찾아서는 실망하고, 결국 염세적이 됨으로써 자살한다는, 정열적이고 다정다감한 돈 후안의 모습을 자유로운 소나타 형식을 쓰되 뛰어난 음악 기법으로 그림처럼 묘사하였다.

## 악기 편성
- 목관악기: 플루트3(제3은 피콜로를 같이 연주), 오보에2, 잉글리시 호른, 클라리넷(가조)2, 바순2, 콘트라바순
- 금관악기: 호른(마조)4, 트럼펫(마조)3, 트롬본3, 튜바
- 타악기: 팀파니, 글로켄슈필, 심벌즈, 트라이앵글
- 현악기: 하프, 현악 5부(제1·2바이올린, 비올라, 첼로, 더블베이스)